# Xã West Cocalico, Quận Lancaster, Pennsylvania
Xã West Cocalico (tiếng Anh: West Cocalico Township) là một xã thuộc quận Lancaster, tiểu bang Pennsylvania, Hoa Kỳ. Năm 2010, dân số của xã này là 7.280 người.